# Sūlākhān
Sūlākhān är en ort i Iran.   Den ligger i provinsen Khorasan, i den östra delen av landet, 800 km sydost om huvudstaden Teheran. Sūlākhān ligger 2 131 meter över havet och antalet invånare är 158.
Terrängen runt Sūlākhān är kuperad.  Trakten runt Sūlākhān är nära nog obefolkad, med mindre än två invånare per kvadratkilometer. Sūlākhān är det största samhället i trakten. Trakten runt Sūlākhān är ofruktbar med lite eller ingen växtlighet.